# ژان-لوک ساسوس
ژان-لوک ساسوس (فرانسوی: Jean-Luc Sassus‎; ۴ اکتبر ۱۹۶۲ – ۲۲ مهٔ ۲۰۱۵) بازیکن فوتبال اهل فرانسه بود.
از باشگاه‌هایی که در آن بازی کرده‌است می‌توان به باشگاه فوتبال کن، باشگاه فوتبال سن-اتین، باشگاه فوتبال المپیک لیون، باشگاه فوتبال پاری سن ژرمن و باشگاه فوتبال تولوز اشاره کرد.
وی همچنین در تیم ملی فوتبال فرانسه بازی کرده‌است.